# Cydia millenniana
Cydia millenniana is een vlinder uit de familie bladrollers (Tortricidae). De wetenschappelijke naam is voor het eerst geldig gepubliceerd in 1967 door Adamczewski.
De soort komt voor in Europa.